# Torneo di Wimbledon 2018 - Doppio maschile per invito
Lleyton Hewitt e Mark Philippoussis erano in campioni in carica, ma Hewitt ha accettato una wildcard per il torneo di doppio maschile insieme a Alex Bolt, mentre Philippoussis ha partecipato insieme a Tommy Haas ed è riuscito a riconfermare il titolo sconfiggendo in finale Colin Fleming e Xavier Malisse con il punteggio di 7–6(4), 6-4.

## Tabellone

### Legenda
| - Q = Qualificato - WC = Wild card - LL = Lucky loser | - ALT = Alternate - SE = Special Exempt - PR = Protected Ranking | - w/o = Walkover - r = Ritirato - d = Squalificato |

### Finale
|  | Finale |                               |                               |    |   |  |
|  |        |                               |                               |    |   |  |
|  | A2     | Colin Fleming Xavier Malisse  | Colin Fleming Xavier Malisse  | 64 | 4 |  |
|  | B4     | Tommy Haas Mark Philippoussis | Tommy Haas Mark Philippoussis | 7  | 6 |  |

### Gruppo A
|    |                                | Clément Maclagan    | Fleming Malisse     | Gimelstob Hutchins | Rusedski Santoro | RR W–L | Set W–L | Game W–L | Standings |
| A1 | Arnaud Clément Miles Maclagan  |                     | 6(9)–7, 6–3, [3–10] | 2–6, 5–7           | 7–5, 6–3         | 1–2    | 3–4     | 32–32    | 2         |
| A2 | Colin Fleming Xavier Malisse   | 7–6(9), 3–6, [10–3] |                     | 7–5, 7–6(3)        | 6–4, 7–5         | 3–0    | 6–1     | 38–32    | 1         |
| A3 | Justin Gimelstob Ross Hutchins | 6–2, 7–5            | 5–7, 6(3)–7         |                    | 1–6, 4–6         | 1–2    | 2–4     | 29–33    | 4         |
| A4 | Greg Rusedski Fabrice Santoro  | 5–7, 3–6            | 4–6, 5–7            | 6–1, 6–4           |                  | 1–2    | 2–4     | 29–31    | 3         |

La classifica viene stilata in base ai seguenti criteri: 1) Numero di vittorie; 2) Numero di partite giocate; 3) Scontri diretti (in caso di due giocatori pari merito ); 4) Percentuale di set vinti o di games vinti (in caso di tre giocatori pari merito ); 5) Decisione della commissione.

### Group B
|    |                                      | Delgado Marray   | Enqvist Johansson   | González Grosjean | Haas Philippoussis  | RR W–L | Set W–L | Game W–L | Standings |
| B1 | Jamie Delgado Jonathan Marray        |                  | 3, 6–7, 3–6         | 6–4, 3–6, [7–10]  | 3–6, 4–6            | 0–3    | 1–6     | 25–36    | 4         |
| B2 | Thomas Enqvist Thomas Johansson      | 7–6(3), 6–3      |                     | 5–7, 6–4, [10–4]  | 2–6, 7–6(3), [8–10] | 2–1    | 5–3     | 34–33    | 2         |
| B3 | Fernando González Sébastien Grosjean | 4–6, 6–3, [10–7] | 7–5, 4–6, [4–10]    |                   | 3–6, 4–6            | 1–2    | 3–5     | 29–33    | 3         |
| B4 | Tommy Haas Mark Philippoussis        | 6–3, 6–4         | 6–2, 3, 6–7, [10–8] | 6–3, 6–4          |                     | 3–0    | 6–1     | 37–23    | 1         |

La classifica viene stilata in base ai seguenti criteri: 1) Numero di vittorie; 2) Numero di partite giocate; 3) Scontri diretti (in caso di due giocatori pari merito ); 4) Percentuale di set vinti o di games vinti (in caso di tre giocatori pari merito ); 5) Decisione della commissione.